# マーク・ハント
マーク・ハント（Mark Hunt、1974年3月23日 - ）は、ニュージーランドの男性元キックボクサー、元総合格闘家、元ボクサー。オークランド出身。オーストラリア・シドニー在住。サモア系ニュージーランド人。AKAタイランド所属。K-1 WORLD GP 2001優勝。

## 来歴
若い頃に喧嘩で懲役刑を受けたことがあり、ナイトクラブで喧嘩をしていたハントの豪快なKOを見てセキュリティーの関係者がジムに連れて行き、キックボクシングを始めた。
プロデビュー戦は2ラウンドKO勝ち。その後、試合をこなし15勝4敗の戦績でK-1オセアニア地区予選トーナメントにエントリーをする。

### K-1
2000年2月27日、K-1 WORLD GP 2000 世界地区予選のオセアニア地区予選トーナメントに無名ながらエントリーして、K-1初登場。1回戦ではクレイ・アウミタギから2Rに膝蹴りでダウンを奪うと、直後に右ストレート1発でKO勝ち。続く準決勝ではロニー・セフォーと対戦して判定勝ち。決勝戦ではフィル・ファーガンに右フック2連打からのアッパーで2RKO勝ち。K-1に初参戦でありながら地区予選初出場・初優勝を果たした。
2000年7月30日、K-1 WORLD GP 2000 in NAGOYAにて、K-1 WORLD GP 2000の出場権をかけたトーナメントに出場。1回戦でジェロム・レ・バンナと対戦し、ハントは、出入りを繰り返しながらバンナと一進一退の殴り合いを繰り広げるが、判定負けとなった。
2001年2月24日、K-1 WORLD GP 2001 世界地区予選のオセアニア地区予選トーナメントに出場。1回戦でネイサン・ブリッグスと対戦。パンチラッシュから膝蹴りでダウンを奪うと左右のフックの連打によりわずか57秒でKO勝ち。準決勝はアンドリュー・ペックと対戦し、右クロスカウンター1発で48秒KO勝ち。決勝戦ではピーター・グラハムと対戦して、2Rにボディへ強烈な右ストレートを打ち込みグラハムを悶絶ダウンさせると、3Rに右アッパーカットでKO勝ち。3試合すべてKO勝利で、2年連続でオセアニア地区予選トーナメントを制覇した。
2001年6月16日、K-1 WORLD GP 2001 in MELBOURNEにて、K-1 WORLD GP 2001の出場権をかけたトーナメントに出場。1回戦でアマチュアボクシングの全日本ボクシング選手権王者でもある天田ヒロミと対戦し、1RKO勝ち。試合ではプレッシャーをかけながら天田を追い詰めると、1R終盤に右ストレート1発で天田をコーナーまで吹き飛ばして1RKO勝利を収めた。敗れた天田は腰骨を骨折した。準決勝では、アーネスト・ホーストと対戦し、判定負け。プレッシャーをかけながらパンチで前に出るハントと、距離を取りながらローキックを当てていくホースト、という図式になり、2Rにハントがホーストのローキックのモーションにパンチを合わせてホーストからスリップ気味のダウンを奪うが、ローキックで効果的に戦ったホーストが優勢となり1ポイント差の判定負けとなった。
セフォー戦
2001年10月8日、K-1 WORLD GP 2001 in FUKUOKAの敗者復活トーナメントにて、出場予定だったミルコ・クロコップの代役として緊急オファーで出場。1回戦でレイ・セフォーと対戦し、判定負け。1R開始早々にハントがラッシュを仕掛けセフォーをぐらつかせると、攻撃を返してきたセフォーに対してカウンターの右ストレートを打ち込み再度ダメージを与える。しかしセフォーも引かずにハントにパンチを当て始めると試合は壮絶な殴り合いとなり、K-1史上に残る名勝負となる。2Rにはハントがセフォーの強烈なパンチをノーガードのまますべて顔面で受け切るという離れ業を見せて観客を沸かせた。試合は最後まで白熱した打ち合いとなり、与えたダメージ面ではハント優勢だったが、ジャッジはヒット数で上回るセフォーを支持し判定負けとなった。だが、セフォーがこの試合で眼窩低骨折などのダメージを負ったためトーナメント続行不可能となり、セフォーの代わりにハントが勝ち上がり、決勝戦に進出した。
同日の決勝戦にてマイク・ベルナルドを1RKOして勝ち上がってきたアダム・ワットと対戦し、3RTKO勝ち。肉体改造で体重を10kg以上増加させたボクシングの世界ランカーのワットは2Rに強烈なカウンターの左フックを直撃させるが、ハントは何事もなかったかのように右フックを打ち返しワットからダウンを奪う。直後にもワットのジャブ連打をヘッドスリップでかわしながら右フックを当てて2度目のダウンを奪った。3Rには打ち合いの中でハントがカウンターの左フックをヒットさせてワットが膝から崩れて3度目のダウン。その際にワットの目尻からの出血によりドクターチェックが行われワットは試合続行不可能。ハントのTKO勝利となり、敗者復活トーナメントで優勝。K-1 WORLD GP 2001決勝トーナメントの切符を手に入れた。

#### K-1 WORLD GP 2001 優勝
2001年10月9日、各トーナメントを勝ち抜いた8人のファイター達が一堂に会して、12月に開催されるK-1 WORLD GP 2001 決勝トーナメントの組み合わせ抽選会が行われた。そこで誰もがアーネスト・ホーストとジェロム・レ・バンナの入ったAブロックを避ける中、ハントは比較的楽とされるもう片方のBブロックを選ぶことなくバンナの隣を選び、その勇気に会場から大きな声援と拍手が起きた。この結果、GPファイナルは準々決勝からハントvsバンナという旬の好カードが生まれた。
2001年12月8日、K-1 WORLD GP 2001 FINAL in 東京ドームの決勝トーナメントに出場。準々決勝では、トーナメント抽選会で自ら対戦相手に指名した優勝候補のジェロム・レ・バンナと対戦し、2RKO勝ち。1Rは比較的静かな立ち上がりとなるが2R開始直後に激しい打ち合いが始まる。バンナが膝蹴りとパンチでハントをコーナーに追い込むがハントはバンナの強烈な左ストレートをおでこで受け止め、直後に「もっと打って来い」というポーズと共に自らの顎を前に突き出し会場を沸かせた。そして至近距離でハントが強烈な右フックを当てると、動きの止まったバンナに左右のフックを連打。最後はロープ際で棒立ちになったバンナに右フックを打ち込み失神KOで破り、東京ドームの5万人以上の観客を熱狂の渦に巻き込み、バンナに対してリベンジを果たした。なお、この試合の実況を担当したフジテレビの三宅正治アナウンサーは興奮のあまり、「大本命、ジェロム・レ・バンナ撃沈！！新しい星の誕生です！ビッグウェーブがジェロム・レ・バンナを飲み込んだ！！新しい波！新しい星！新しい力！！マーク・ハント！ジェロム・レ・バンナを粉砕！！！」と絶叫し、のちに三宅アナはスポーツ番組ジャンクスポーツにて「自身の生涯ベスト実況はどれか？」という質問に対して、すべてのスポーツの実況の中からこの試合の実況を挙げている。
同日の準決勝にて、ステファン・レコと対戦し、3R判定勝ち。1R早々にハントが素早い踏み込みからの右ストレートでバックステップするレコを捉えてダウンを奪う。レコもハントに攻撃をヒットさせるがそれを物ともせずに前に出てくるハントのプレッシャーに圧されてなかなかペースを掴めない。2Rにはレコが放った左ハイキックにハントがカウンターの右フックを合わせて2度目のダウンを奪い、大差の判定勝ちを収めた。なお、この試合でレコの攻撃の衝撃をすべて吸収してしまうかのような打たれ強さを見せるハントに対して、実況席の藤原紀香はハントを「魔人ブウ」と称した。
同日の決勝戦にて、ピーター・アーツとアレクセイ・イグナショフを破り勝ち上がったフランシスコ・フィリォと対戦し、延長1R判定勝ち。試合はガードを固めて蹴り中心に攻めるフィリオと、膝蹴りやボディブローでボディにダメージを与えていくハント、という図式となる。拳が交錯するシーンは少ないもののフィリオがバックスピンキックを放つとハントもバックスピンキックを返すなどして会場を盛り上げる。ただ試合は全体を通してフィリオの手数が少なく後ろに下がるシーンが目立つため、3R中盤にレフェリーがフィリオに警告を与えた。3R終了時点の判定ではドローとなり延長戦となる。延長Rではフィリオはボディにダメージが蓄積しているため前に出ることができずレフェリーから2度目の警告を受けてしまう。対するハントはボディブローや飛び膝蹴りをフィリオの腹部に当てていき終始フィリオを攻め続けて明確な差を付けた。この結果、延長ラウンドの判定ではジャッジ三者全員がハントを支持し、3-0の判定でフィリオを破り、K-1 WORLD GPを初制覇。2001年のWORLD GP王者となった。
2002年1月27日、K-1 RISING 2002 in SHIZUOKAで中迫剛と対戦し、2RKO勝ち。解説席の関根勤に「ハント、また太ったんじゃないですか？」と言われる通り、K-1 GPで優勝してからまともに練習をしておらず、前回の試合より体重が脂肪で6.5kgも増えていた。試合は1R中盤にハントの膝蹴りとボディブローを受けた中迫が後退。ハントはそのまま打撃で中迫をコーナーに追い込むと狙いすました膝蹴りでダウンを奪ったが、2Rには中迫のハイキックが頭を下げたハントの後頭部に直撃してハントは生涯初めてのダウンを奪われた。だがすぐに立ち上がったハントは火が付いたようにラッシュを仕掛け、フック気味の左アッパーで中迫を跳ね飛ばして2度目のダウンを奪うと、今度はジャンプしながらの右フックで3度目のダウンを奪った。立ち上がった中迫もミドルキックを連打して応戦するが、最後はハントがその右ミドルを掴みながら右フックを当てて4度目のダウンを取ったところでレフェリーが試合を止め、2RKO勝利した。勝ち名乗りを受けたハントは、ロープ際でうなだれる中迫を後ろから抱えて持ち上げて、観客と共に祝福した。
ミルコ戦
2002年3月3日、K-1 WORLD GP 2002 in NAGOYAでミルコ・クロコップと対戦し、5R判定負け。前の試合から約1ヶ月という短期間での参戦で、体重も前年末より6kg増えていた（1年半前と比べると14kg増）。3Rに左ハイキックを受けダウンを喫するなど3Rまでは押され気味であり、4、5Rに巻き返すものの攻撃をかわし切られ0-3の判定負け。
2002年5月25日、K-1 WORLD GP 2002 in PARISでジェロム・レ・バンナと対戦。壮絶な死闘となった。1Rはお互いに譲らぬ互角の展開。2Rはまずバンナがカウンターの右フックでダウンを先取。ハントは笑いながらカウント2ですぐに立つが、直後の攻防でバンナのパンチが目に入ったことにより後退。そこに攻め込んだバンナの左ハイキックがさらにハントを直撃する。だが今度はハントが左右のフックとアッパーを顎に打ち込んでバンナを前のめりにダウンさせダウンを奪い返す。そのまま両者一歩も引かない打ち合いとなり、ラウンド終了直前にはバンナがクリンチの離れ際にハイキックを当てダウンを奪った。結果、ダウンの応酬となりK-1史上に残る壮絶なラウンドとなった。しかし2R終了後のインターバル中にドクターがハントの目をチェックし「右目周辺を骨折している可能性が高い」と診断。それを受けてセコンドがハントを説得してタオルを投入し、ハントはTKO負けを喫した。ハントは格闘技雑誌などで「ダメージは確かにあったけどインターバル中に回復したし、3Rも試合を続ける気だったんだけど…、セコンドとドクターの判断だからしょうがないね。残念だよ。」と語っている。なお、ハントは試合後にパリ市内の病院で検査を受けたが、セコンドがタオルを投入するきっかけとなった試合中のドクターによる「目の周りの骨折」という診断は間違っており、ハントの目や目の周りは特に何も異常はなかった。
この頃、ハントは格闘技雑誌「ゴング格闘技」などにて不調について質問された際に自身の問題を告白。前年K-1 GPで優勝してK-1王者になったことにより、知らない親戚が大量に増えて群がりお金を持って行ったり、成功したハントにあやかろうと寄ってくる人間が引っ切り無しに現れ、周りの知り合い達も態度が豹変して別人のように優しくなったりするなど、今までに感じたことのない恐怖に襲われたと語っている。ハントはそうした環境の変化や人間関係に悩み続けて最後には自暴自棄・人間不信に陥ってしまったという。練習にも集中しきれず、ミルコ戦前～パリでのバンナ戦の間の数ヶ月は病院の精神科に通っていたこともインタビュー内で明かしている。実際この時期のハントはTBS系列のテレビ番組「筋肉番付」の「K-1 メンコ GP」に出演にしてベルナルドに敗れた際、メンコでの対決であるにもかかわらずなぜか泣いてしまうなど、底なしに明るい性格であるはずのハントがかなり精神的に参っていた事が確認できる。この後に行われるバンナ戦後のインタビューでも涙ぐむなど、精神面が不安定な状態はこの後もしばらく続いていた。さらにミルコ戦・バンナ戦と2連敗すると、その寄ってきた人間達からは一切連絡がなくなり、ハントは本気で引退を考えたという。
2002年8月12日、K-1・PRIDE合同イベントとして8月28日に開催されるDynamite!の会見が行われ、「マーク・ハント vs ドン・フライ」のK-1ルールでの対戦が発表された。しかし27日の大会前日会見にてK-1の石井和義館長が、「ハントはミルコ戦の時期に右手首を負傷（右手首背面部負傷）していて、パリでのバンナ戦前や試合後にも痛めていましたが、その怪我を悪化させました。これによりDynamite!でのハントvsフライは中止になります」と発表。28日のDynamite!でのドン・フライとの対戦が中止になると同時に、ハントがパリでのバンナ戦は右手首の負傷を隠したまま試合していた事が石井館長の口から明らかとなった。
K-1 WORLD GP 2002
2002年10月5日、K-1 WORLD GP 2002 開幕戦のGP1回戦でマイク・ベルナルドと対戦し、判定勝ち。K-1トップのハードパンチャー同士の真っ向からの殴り合いが期待されたこの試合だったが、ベルナルドが3R後半まで慎重な試合運びをしたため、3Rでは決着が付かず判定となった。
2002年10月6日、開幕戦で勝利した8人のファイターが集まり、K-1 WORLD GP 2002 決勝トーナメント抽選会が行われた。抽選の結果、ハントの選択権は8番目（最後）となった。6人目まで選び終えた時点で、それまでの全ファイターに避けられたボブ・サップとステファン・レコの2選手の対戦相手が決まっていなかったが、7番目に選ぶ権利を得たセミー・シュルトがレコとの同門対戦を避けサップを選んだため、ハントはサップではなく自動的にレコとの再戦が決まり、「自分には選択の余地はなかったけど、良いリマッチになるように頑張ります」と答えた。
2002年12月7日、K-1 WORLD GP 2002 FINAL in 東京ドームの決勝トーナメントに出場。準々決勝でステファン・レコと2度目の対戦をして、3RKO勝ち。開幕戦からこの日までの特訓で4kg痩せて減量に成功したハントはK-1トップのスピードを誇るレコと遜色ないスピードを見せる。対するレコもハントを徹底研究したという成果を見せて決定打を許さない。1・2Rは両者パンチとローキックを織り交ぜながらフットワークを使うスピーディーな互角の展開が続く。試合は3Rで決着し、レコが右ストレートを放った瞬間、ハントがそれを顔面で受けながら踏み込んでカウンターの左フックを直撃させ、それを受けたレコが膝から崩れてダウン。レコは何とか立ち上がりコーナーにもたれかかるが脳が揺れており足に力が入らず、ダウンカウント中にコーナーで再び崩れ落ちたため、レフェリーが試合を止めハントが左フック1発でKO勝利を収めた。なお、レコは試合後インタビューで「1Ｒの攻防の際にハントのパンチで鼻骨を骨折した。相手のパンチが強すぎるので折れたのは仕方ない部分もあるがそれで集中力を乱してしまった。」と語った。また勝利したハントも「昨年の対戦よりレコは手強かった」と語るように自ら放った蹴りやレコのローキックで膝の靭帯を痛めてしまい、トランクス下の膝や太もも周辺が紫色に変色。同日の準決勝のバンナ戦でその影響が出ることになる。
同日の準決勝で、ジェロム・レ・バンナとの4度目の対戦。準々決勝で武蔵をKOして大きなダメージ無く勝ち上がったバンナに対して、ハントは準々決勝のレコ戦で膝の十字靭帯を損傷している状態。試合開始と同時に激しい打ち合いが展開されてお互い一歩も引かない。1R終了間際にバンナのローキックを受けたハントはステップが乱れ、同日レコ戦でのダメージを隠せない。2Rにはクリンチ際にバンナがハントを投げようとするがハントはビクともせず、それを受けて今度はハントがバンナをコーナーまで投げ飛ばした。直後の攻防ではバンナの右ローキックでダウンを奪われた。その後は足の負傷によりあまり動けないハントに対してバンナが次々とパンチやローキックを打ち込み、ハイキックも計4発当てて優勢に試合を勧める。だがどれだけ打たれてもハントは倒れる気配が無く、あまりの打たれ強さに会場がどよめく。ハントの痛めた足を狙い過ぎて得意の左ミドルキックなどをほとんど打たず、攻撃が右ローキックに固執しがちなバンナに対してハントがカウンターを狙う場面もあった。試合は3Rになり、このままバンナ優勢で終わると思われた矢先、試合終了の10秒前にバンナの右フックにハントがカウンターの右フックをヒットさせてバンナがダウン。その瞬間、東京ドームの7万4500人の観客は総立ちとなった。試合は判定となり、ハントは判定負けを喫した。この結果、ハントはGP FINALの準決勝で敗れ、2年連続のK-1王者という栄冠は逃す形となったがK-1のベスト3ファイターとして表彰された。
2003年5月3日、K-1 WORLD GP 2003 in LAS VEGASでゲーリー・グッドリッジと対戦し、判定勝ち。ハントは前年のレコ戦・バンナ戦で負った膝の十字靭帯損傷がまだ完治していないため、分厚いテーピングで膝を固めたままの試合となった。TV放送でも「KO必死！豪腕対決」とテロップが貼られる試合だったが、膝を痛めているハントは2Rからステップを使わなくなり、腰の入ってない手打ちパンチが増えて精彩を欠く。対するグッドリッジもいつになくガードを固め、途中からはダメージも合わさりあまり手を出さない。ハントの手打ち気味のパンチでグッドリッジがグラつくシーンは何度も見られるがグッドリッジも決定的なダメージは回避し続ける。3R終盤には至近距離からハントがカウンターの右フックでグッドリッジの頭を揺らしフラつかせて後退させると、手打ちパンチの連打でKO寸前まで追い込むがグッドリッジはゴングに救われる。4R終盤にはグッドリッジが反撃して数多くのパンチを打ち込むがハントは途中から意図的に打撃を顔で受ける。5Rにはハントがジャンピングハイキックを繰り出すが僅かに外れ転倒。そのまま両者共に相手を倒しきれず試合終了。ハントが判定勝利を収めた。
2003年5月、グッドリッジ戦で膝の状態をさらに悪化させたハントは、試合から数日後に膝の靭帯を断裂（膝裏十字靭帯断裂）してしまう重傷を負う。結果、緊急手術となり、手術は無事に成功したが、6月29日に開催されるK-1 BEAST II 2003出場は白紙となった。選手生命を脅かしかねないこの大怪我と手術により完治に時間がかかり、ハントはこのあと1年1ヶ月ほど試合から遠ざかることとなる。
2004年3月、ハントは2002年頃から総合格闘技に興味を持っていたが、膝の療養中にK-1と契約が満期となりフリーとなったため、当時世界一の総合格闘技団体であったPRIDEから好条件のオファーが来たことによりそれを受諾。PRIDEと複数試合契約を結び、これを機にハントはキックボクサーから総合格闘家へと転向した。

### 総合格闘技

#### PRIDE
2004年4月25日に行われたPRIDE GRANDPRIX 2004 開幕戦にて、6試合目終了時に場内アナウンスが鳴り響き、「K-1王者マーク・ハント、PRIDE参戦！」というニュースが大型スクリーンに映し出されて大歓声が沸き起こるとハントが入場花道から登場。リングに上がるとマイクで、「私はK-1で王者になったので、次はMMAの王者を目指します。男なら頂点を目指さなければならない。だから私はPRIDEで戦いたい」と語った。
2004年6月20日、総合格闘技デビュー戦をPRIDE GP 2004 2nd ROUNDにて吉田秀彦と対戦。腕ひしぎ十字固めにて一本負けとなった。
2004年10月31日、PRIDE.28でダン・ボビッシュと対戦し、1RTKO勝利。
2004年12月31日、PRIDE 男祭り 2004にて、桜庭和志欠場による緊急代役でPRIDEミドル級王者のヴァンダレイ・シウバと対戦。激闘を制し2-1の判定勝ちを収めた。
2005年12月31日、PRIDE 男祭り 2005で、ミルコ・クロコップとのK-1出身選手同士というストライカー対決が実現。2-1の判定勝ちを収め、K-1時代のリベンジを果たした。
2006年2月26日、PRIDE.31で西島洋介と対戦し、3RTKO勝ち。
PRIDE 無差別級グランプリ 2006
2006年5月5日、PRIDE 無差別級グランプリ 2006 開幕戦で行なわれた無差別級グランプリの1回戦で高阪剛と対戦し、引退をかけた高阪に対し壮絶な殴り合いの末、TKO勝利。GPベスト8に進出した。
2006年7月1日、PRIDE 無差別級グランプリ 2006 2nd ROUNDで行なわれたグランプリ2回戦でジョシュ・バーネットと対戦し、1ラウンドにチキンウィングアームロックで一本負け。
2006年12月31日、PRIDE 男祭り 2006で行なわれたPRIDEヘビー級タイトルマッチで王者エメリヤーエンコ・ヒョードルに挑戦。ヒョードルから上のポジションを取りアームロックをしかけるなどグラウンドでヒョードルを支配し続けたが、最後はチキンウィングアームロックで一本負けを喫し王座獲得に失敗した。
2007年11月25日、プロレス興行ハッスルのハッスルマニア2007に登場。モンスター軍の2人をサモアンフックで倒し、すかさずキンターマンが3カウントを奪い取った。
2008年4月13日、K-1 WORLD GP 2008 IN YOKOHAMAで2003年以来、5年ぶりにK-1に1試合のみ復帰。ハントはすでに総合格闘技の世界に身を投じており、立ち技ではなく総合格闘技一本で戦うことを希望していたが、DREAM・K-1を主催するFEGとの契約条件により、K-1スーパーヘビー級タイトルマッチでK-1スーパーヘビー級王者セミー・シュルトに挑戦。1Rの終了間際にシュルトの右後ろ回し蹴りを腹部に受けてダウン。膝立ちの状態まで起き上がるが、そのまま10カウントを迎えて人生初のKO負けを喫した。

#### DREAM
2008年7月21日、DREAM.5でアリスター・オーフレイムと対戦。V1アームロックで一本負け。
2008年12月31日、Dynamite!! 〜勇気のチカラ2008〜でメルヴィン・マヌーフと対戦し、1RKO負け。
2009年5月26日、DREAM.9で行なわれたスーパーハルクトーナメントの1回戦でゲガール・ムサシと対戦し、アームバーで一本負けを喫した。

#### UFC
2010年9月25日、UFC初出場となったUFC 119でショーン・マッコークルと対戦し、ストレートアームバーで一本負け。PRIDE買収時にハントの試合契約も引き継いでいたUFC代表のダナ・ホワイトは、5連敗中で4年間勝ち星が無くUFCで試合をしても勝つのは難しいだろうと周囲から思われていたハントに対し、配慮から「UFCで試合をしなくてもいいので、契約に残っている試合数分のファイトマネーを払う」と申し出るも、ハント本人が「それならば試合をしたい」と返答したことでUFC参戦が決まったことを後に明かしている。
2011年2月27日、UFC 127でクリス・タッチシェラーと対戦し、レスリングのオールアメリカンにもなったタッチシェラーのタックルを切り続け、2Rに右アッパーを打ち込みKO勝ち。UFC初勝利とともにノックアウト・オブ・ザ・ナイトを受賞した。2006年の高阪剛戦以来の5年ぶりの勝利となった。
2011年9月24日、UFC 135でベン・ロズウェルと対戦。総合格闘家としての格段の進化を試合で見せ、2R終了間際には腕ひしぎ十字固めを極めかけるなどして、終始ロズウェルを圧倒し、判定勝ち。
2012年2月26日、日本で開催されたUFC 144でシーク・コンゴと対戦し、右フックの連打で1RTKO勝ち。
2013年3月3日、日本で開催されたUFC on Fuel TV 8でヘビー級ランキング9位のステファン・ストルーフェと対戦し、左フックでストルーフェの巨体をふき飛ばして3RTKO勝ち。敗れたストルーフェはハントの打撃で頬骨と顎を骨折するほどのダメージを受けた。この試合でハントは2度目のノックアウト・オブ・ザ・ナイトを受賞し、UFC4連勝となった。
2013年3月、UFC 160にてジュニオール・ドス・サントスと対戦予定だったアリスター・オーフレイムが負傷により欠場が決まると、ハントが自ら代役出場を申し出て、ドス・サントスと対戦する事が決定した。
2013年5月25日、UFC 160のUFC世界ヘビー級王座挑戦者決定戦にて、前UFCヘビー級王者でヘビー級ランキング1位のジュニオール・ドス・サントスと対戦。ハントは1R序盤に足の指を骨折していまい、その後善戦するが、3Rに後ろ回し蹴りを受けてKO負けを喫した。これによりハントのUFCでの連勝は4でストップしたものの、ファイト・オブ・ザ・ナイトを受賞した。
試合後、左足のふくらはぎが黄色ブドウ球菌感染症にかかっていたことが発覚し、手術を4度受けた。さらに、骨折した右足親指の手術や、皮膚の移植手術を受け、回復に時間を要することとなった。
2013年12月7日、UFC Fight Night: Hunt vs. Bigfootでヘビー級ランキング4位のアントニオ・シウバと対戦。両者流血の壮絶な殴り合いとなり、最後までどちらも一歩も引かない接戦を5分5Rを戦い抜き、判定の結果ドローとなった。この試合はファイト・オブ・ザ・ナイトを受賞。ハントは試合中に左手を骨折して手術を受けた。
試合後の薬物検査でシウバから規定値を超えた高濃度のテストステロンが検出され、シウバは失格となった。これにより試合結果が、ハントの戦績はドローのまま、シウバの戦績はノーコンテスト（無効試合）へと変更され、シウバのファイト・オブ・ザ・ナイトのボーナス5万ドルはハントに譲渡された。
2014年9月20日、日本で開催されたUFC Fight Night: Hunt vs. Nelsonのメインイベントにて、ヘビー級ランキング8位のロイ・ネルソンと対戦し、右アッパーで2RKO勝ち。パフォーマンス・オブ・ザ・ナイトを受賞した。
UFC世界ヘビー級暫定王座決定戦
UFC 180において、UFC世界ヘビー級王者のケイン・ヴェラスケスが右膝負傷により欠場となったことで、ハントが代役として、UFCヘビー級ランキング1位のファブリシオ・ヴェウドゥムとUFC世界ヘビー級暫定王座決定戦を行うことが決定した。
2014年11月15日、UFC 180で行われたUFC世界ヘビー級暫定王座決定戦で、ヘビー級ランキング1位のファブリシオ・ヴェウドゥムと対戦。序盤優位に試合を進めるも2ラウンドに跳び膝蹴りを受けダウンを奪われ、パウンドで2RTKO負けを喫し王座獲得に失敗した。
2015年5月10日、UFC Fight Night: Miocic vs. Huntでヘビー級ランキング4位のスティーペ・ミオシッチと対戦。5Rにグラウンド状態でパウンドを受け続けたためレフェリーストップによるTKO負けを喫した。
2015年11月14日、UFC 193にてヘビー級ランキング11位のアントニオ･シウバと約2年ぶりに再戦。1Rに右フックでシウバを捉えてダウンを奪い、そのままパウンドでTKO勝ち。
2016年3月19日、UFC Fight Night: Hunt vs. Mirにてヘビー級ランキング10位のフランク・ミアと対戦。右ストレート一発でミアを沈めKO勝ち。パフォーマンス・オブ・ザ・ナイトを受賞した。
2016年7月9日、UFC 200でブロック・レスナーと対戦し、判定負け。しかし米国アンチドーピング機関（USADA）が実施した薬物検査で試合後レスナーに禁止薬物の陽性反応が出たことが明らかになった。12月15日、試合を管轄したネバダ州アスレチック・コミッションは裁定をノーコンテストに変更し、レスナーにファイトマネーの10％にあたる25万ドル（約3000万円）の罰金と1年間の出場停止処分を下した。2017年1月4日にはUSADAがレスナーに同じく1年間の出場停止処分を下した。
2017年1月11日、ハントが、UFC、代表のダナ・ホワイト、ブロック・レスナー等を相手に「レスナーのドーピング薬物使用を知りながら自身との試合を組んだ」と主張し、250万ドルの損害賠償請求で民事訴訟を起こすが、2019年2月にネバダ州地方裁判所によってこのハントが起こした民事訴訟は棄却された。
2017年3月4日、UFC 209でヘビー級ランキング3位のアリスター・オーフレイムと約8年ぶりに対戦し、膝蹴りでKO負け。
2017年6月11日、UFC Fight Night: Lewis vs. Huntのメインイベントでヘビー級ランキング6位のデリック・ルイスと対戦。スタミナ切れを起こしたルイスを金網際に追い込みパンチ連打でTKO勝ち。パフォーマンス・オブ・ザ・ナイトを受賞した。

##### 健康問題報道
2017年9月14日にハントがオーストラリアのスポーツサイト「PlayersVoice」のインタビューの中で「時々よく眠れないことがあるし、言葉が詰まったり不明瞭になり始めてるんだ。記憶力も以前ほど良くない。何年も前のことは覚えてるのに昨日のことを忘れてしまうことがある」と自身の健康状態に不安があることを語った。このインタビューをうけてUFCは「選手の健康と安全は団体にとって最も重要なことであり、健康に関する問題を訴えている選手を試合に出場させるわけにはいきません。今後ハントがUFCに出場するには、さらなる検査と評価を受けることが義務付けられます」と声明を出し、UFC Fight Night: Werdum vs. Tyburaでマルチン・ティブラと対戦することが決まっていたハントを試合から欠場させることを発表した。するとハントは、自身のインスタグラムに「あのインタビューは発言の文脈を無視して一部を切り取ったもので、間違って引用されたものだ」「言葉が不明瞭になるのは酒に酔ったときだけで、あれは俺と妻の間でよく言ってるジョークなんだ。俺は元気で健康だよ」「試合を欠場させられたことに落胆している、2日前に全てのメディカルチェックを合格したばかりだったんだ」「俺が（UFCに対して）民事訴訟を起こしたから試合を欠場させられたんだ」などを投稿した。しかしUFCはハントがUFCが指定する病院で検査に合格するまでは試合出場を認めないとする姿勢を変えることはなく、最終的にハントもUFCの指示に従い、脳の研究において世界最高クラスの病院「ルー・ルーヴォ脳健康センター」で専門医の検査と医学評価を受けて試合出場許可を得た。
2018年2月11日、UFC 221でヘビー級ランキング9位のカーティス・ブレイズと対戦。1Rに右ストレートでダウンを奪うも、テイクダウンとパウンドで盛り返され、0-3の判定負け。
2018年9月15日、UFC Fight Night: Hunt vs. Oliynykでヘビー級ランキング11位のアレクセイ・オレイニク と対戦し、リアネイキドチョークで一本負け。
2018年12月2日、UFC Fight Night: dos Santos vs. Tuivasaでヘビー級ランキング15位のジャスティン・ウィリスと対戦し、判定負け。この試合がUFCとの契約最後の試合で再契約をせずUFCから離脱したが、ハントはUFC以外の他のプロモーションでキャリアを続ける意向を述べた。
2020年12月16日、オーストラリア・ニューサウスウェールズ州のウェスタン・シドニー・スタジアムで、20年ぶりにボクシングの試合を行い、ポール・ガレンと対戦し、0-3の判定負け。
2022年1月、ネバダ州地方裁判所が、ハントに、UFCとの裁判で敗訴した弁護士費用など総額38万8,235ドルの訴訟費用をUFCへ支払うよう命じた。
2022年11月5日、オーストラリア・シドニーのアウェア・スーパーシアターでソニー・ビル・ウィリアムズとボクシングで対戦し、4Rに右フックでぐらつかせ追撃のパンチ連打でKO勝ち。ボクシング初白星となった。試合後、現役引退を発表した。
2023年9月、ハントが「ブロック・レスナーのドーピング薬物使用を知りながら自身との試合を組んだ」と主張し、UFCや代表のダナ・ホワイトに対して、詐欺、暴行、暴行幇助および教唆等で2017年に最初に訴訟を起こし、2019年に地方裁判所によって棄却されたが、2021年に高等裁判所によって再開させられていた訴訟について、被告であるUFC側が残りの全ての訴訟について略式判決を求めたところ、連邦地方判事が「ハントは自身の主張を証明するために必要な証拠を提出できなかった」として残りの全ての訴訟を事実上棄却したため、ハントの完全敗訴が確定した。

## 人物・エピソード
- 通常時で120kgを超える巨体ながら俊敏さを持ち、K-1史上トップクラスのパンチ力を持つハードパンチャー。また、試合の勝敗に関わらず見る者を熱くさせるファイトが非常に多い。
- 格闘技界屈指のタフネスぶりと勇猛果敢なファイトスタイルから、「サモアの怪人」という異名を持つ。
- 漫画ドラゴンボールの熱烈なファンで、髪を金髪に染めたハントに記者が理由を聞いたところ、ハントは「スーパーサイヤ人さ」と述べている。そんなことからドラゴンボールのサイヤ人をもじり、「スーパーサモア人」と呼ばれることもある。作者の鳥山明とも面識があり、その際には感動して大喜びした。UFCでのニックネームは「スーパーサモアン」である。
- 頭部のCTスキャン受けたところ、頭蓋骨の厚みがピーター・アーツの約2倍あった[32]。
- ジョークが好きな明るくひょうきんなキャラクターであると知られている。格闘家であれば、闘争心を鼓舞する意味で対戦相手を挑発したり貶めるコメントをすることはよくあるが、試合前でも相手選手を尊敬する発言をし、自分が勝っても自身の強さをアピールするのではなく、「運がよかった」と話すなど驕らない謙虚な人柄である。そんな気取らない性格もあり、ファンが彼の頭を撫でたりお腹を触っても笑顔で応える気さくさを持っている。
- 闘う理由はファイトマネーと公言している。2001年にK-1 WORLD GPで優勝した際、そのファイトマネーと優勝賞金で両親のために家を購入。その後は高級車を買ったり、ゲームセンターを家の中に作るなどしてすぐに使い果たしてしまった。
- 既婚者で、6児の父でもある（最初の子は、ハントが16歳の時に産まれた。2006年に現在の妻と再婚、4児を授かる）。
- スポーツ界にドーピングが蔓延していることを問題視しており、「熾烈なビジネスだからあんな最低なものを手に入れて使うヤツがいる。俺はそんなものは使わないが、他のヤツらが使ったところで自分で自分の首を絞めることになる。判断するのは自分自身だ。俺は使わないし、他のヤツらも使うべきじゃない。使うなら自己責任だ」と語り、自身の対戦相手が禁止薬物を使っている場合に対しては「俺はそういうバカげたことはしない。俺のパンチにはステロイドでは太刀打ちできないぜ。俺は気にしないから好きなだけ使えばいい」と言い放っている[33]。
- 2015年にマーク・コールマンが人工股関節の手術費用をクラウドファンディングで募った際、率先して5000ドルを寄付した[34]。

## 戦績

### 総合格闘技
| 総合格闘技 戦績 | 総合格闘技 戦績 | 総合格闘技 戦績 | 総合格闘技 戦績 | 総合格闘技 戦績 | 総合格闘技 戦績 | 総合格闘技 戦績 |
| --------------- | --------------- | --------------- | --------------- | --------------- | --------------- | --------------- |
| 29 試合         | (T)KO           | 一本            | 判定            | その他          | 引き分け        | 無効試合        |
| 13 勝           | 10              | 0               | 3               | 0               | 1               | 1               |
| 14 敗           | 5               | 7               | 2               | 0               | 1               | 1               |

| 勝敗 | 対戦相手                     | 試合結果                                 | 大会名                                                                          | 開催年月日     |
| ×    | ジャスティン・ウィリス       | 5分3R終了 判定0-3                        | UFC Fight Night: dos Santos vs. Tuivasa                                         | 2018年12月2日  |
| ×    | アレクセイ・オレイニク       | 1R 4:26 リアネイキッドチョーク           | UFC Fight Night: Hunt vs. Oliynyk                                               | 2018年9月15日  |
| ×    | カーティス・ブレイズ         | 5分3R終了 判定0-3                        | UFC 221: Romero vs. Rockhold                                                    | 2018年2月11日  |
| ○    | デリック・ルイス             | 4R 3:51 TKO（スタンドパンチ連打）        | UFC Fight Night: Lewis vs. Hunt                                                 | 2017年6月11日  |
| ×    | アリスター・オーフレイム     | 3R 1:44 KO（右膝蹴り）                   | UFC 209: Woodley vs. Thompson 2                                                 | 2017年3月4日   |
| －   | ブロック・レスナー           | ノーコンテスト（レスナーの薬物検査失格） | UFC 200: Tate vs. Nunes                                                         | 2016年7月9日   |
| ○    | フランク・ミア               | 1R 3:01 KO（右ストレート）               | UFC Fight Night: Hunt vs. Mir                                                   | 2016年3月19日  |
| ○    | アントニオ・シウバ           | 1R 3:41 TKO（右ストレート→パウンド）     | UFC 193: Rousey vs. Holm                                                        | 2015年11月14日 |
| ×    | スティーペ・ミオシッチ       | 5R 2:47 TKO（パウンド）                  | UFC Fight Night: Miocic vs. Hunt                                                | 2015年5月10日  |
| ×    | ファブリシオ・ヴェウドゥム   | 2R 2:27 TKO（跳び膝蹴り→パウンド）       | UFC 180: Werdum vs. Hunt 【UFC世界ヘビー級暫定王座決定戦】                      | 2014年11月15日 |
| ○    | ロイ・ネルソン               | 2R 3:00 KO（右アッパー）                 | UFC Fight Night: Hunt vs. Nelson                                                | 2014年9月20日  |
| △    | アントニオ・シウバ           | 5分5R終了 判定1-0                        | UFC Fight Night: Hunt vs. Bigfoot                                               | 2013年12月7日  |
| ×    | ジュニオール・ドス・サントス | 3R 4:18 KO（左バックスピンキック）       | UFC 160: Velasquez vs. Bigfoot 2                                                | 2013年5月25日  |
| ○    | ステファン・ストルーフェ     | 3R 1:44 TKO（スタンドパンチ連打）        | UFC on Fuel TV 8: Silva vs. Stann                                               | 2013年3月3日   |
| ○    | シーク・コンゴ               | 1R 2:11 TKO（スタンドパンチ連打）        | UFC 144: Edgar vs. Henderson                                                    | 2012年2月26日  |
| ○    | ベン・ロズウェル             | 5分3R終了 判定3-0                        | UFC 135: Jones vs. Rampage                                                      | 2011年9月24日  |
| ○    | クリス・タッチシェラー       | 2R 1:41 KO（右アッパー）                 | UFC 127: Penn vs. Fitch                                                         | 2011年2月27日  |
| ×    | ショーン・マッコークル       | 1R 1:03 ストレートアームバー             | UFC 119: Mir vs. Cro Cop                                                        | 2010年9月25日  |
| ×    | ゲガール・ムサシ             | 1R 1:19 アームバー                       | DREAM.9 フェザー級グランプリ2009 2nd ROUND 【スーパーハルクトーナメント 1回戦】 | 2009年5月26日  |
| ×    | メルヴィン・マヌーフ         | 1R 0:18 KO（右フック→パウンド）          | Dynamite!! 〜勇気のチカラ2008〜                                                 | 2008年12月31日 |
| ×    | アリスター・オーフレイム     | 1R 1:11 V1アームロック                   | DREAM.5 ライト級グランプリ2008 決勝戦                                           | 2008年7月21日  |
| ×    | エメリヤーエンコ・ヒョードル | 1R 8:16 チキンウィングアームロック       | PRIDE 男祭り 2006 -FUMETSU- 【PRIDE世界ヘビー級タイトルマッチ】                 | 2006年12月31日 |
| ×    | ジョシュ・バーネット         | 1R 2:02 チキンウィングアームロック       | PRIDE 無差別級グランプリ 2006 2nd ROUND 【無差別級グランプリ 2回戦】            | 2006年7月1日   |
| ○    | 高阪剛                       | 2R 4:15 TKO（右フック）                  | PRIDE 無差別級グランプリ 2006 開幕戦 【無差別級グランプリ 1回戦】               | 2006年5月5日   |
| ○    | 西島洋介                     | 3R 1:18 TKO（右ストレート）              | PRIDE.31 Dreamers                                                               | 2006年2月26日  |
| ○    | ミルコ・クロコップ           | 3R（10分/5分/5分）終了 判定2-1           | PRIDE 男祭り 2005 頂-ITADAKI-                                                   | 2005年12月31日 |
| ○    | ヴァンダレイ・シウバ         | 3R（10分/5分/5分）終了 判定2-1           | PRIDE 男祭り 2004 -SADAME-                                                      | 2004年12月31日 |
| ○    | ダン・ボビッシュ             | 1R 6:23 TKO（左ミドルキック）            | PRIDE.28                                                                        | 2004年10月31日 |
| ×    | 吉田秀彦                     | 1R 5:25 腕ひしぎ十字固め                 | PRIDE GRANDPRIX 2004 2nd ROUND                                                  | 2004年6月20日  |

### キックボクシング
| キックボクシング 戦績 | キックボクシング 戦績 | キックボクシング 戦績 | キックボクシング 戦績 | キックボクシング 戦績 | キックボクシング 戦績 | キックボクシング 戦績 |
| --------------------- | --------------------- | --------------------- | --------------------- | --------------------- | --------------------- | --------------------- |
|                       | (T)KO                 | 判定                  | その他                | 引き分け              | 無効試合              |                       |
| 30 勝                 | 13                    | 17                    |                       | 0                     | 0                     |                       |
| 13 敗                 | 2                     | 5                     |                       | 0                     | 0                     |                       |

| 勝敗 | 対戦相手                 | 試合結果                                  | 大会名                                                                   | 開催年月日     |
| ×    | セミー・シュルト         | 1R 3:06 KO（右後ろ回し蹴り）              | K-1 WORLD GP 2008 IN YOKOHAMA 【K-1スーパーヘビー級タイトルマッチ】      | 2008年4月13日  |
| ○    | ゲーリー・グッドリッジ   | 5R終了 判定3-0                            | K-1 WORLD GP 2003 in LAS VEGAS                                           | 2003年5月3日   |
| ×    | ジェロム・レ・バンナ     | 3R終了 判定0-3                            | K-1 WORLD GP 2002 決勝戦 【WORLD GP 準決勝】                             | 2002年12月7日  |
| ○    | ステファン"ブリッツ"レコ | 3R 1:16 KO（左フック）                    | K-1 WORLD GP 2002 決勝戦 【WORLD GP 準々決勝】                           | 2002年12月7日  |
| ○    | マイク・ベルナルド       | 延長R終了 判定3-0                         | K-1 WORLD GP 2002 開幕戦 【WORLD GP 1回戦】                              | 2002年10月5日  |
| ×    | ジェロム・レ・バンナ     | 2R終了時 TKO（目の負傷）                  | K-1 WORLD GP 2002 in PARIS                                               | 2002年5月25日  |
| ×    | ミルコ・クロコップ       | 5R終了 判定0-3                            | K-1 WORLD GP 2002 in NAGOYA                                              | 2002年3月3日   |
| ○    | 中迫剛                   | 2R 2:55 KO（右フック）                    | K-1 RISING 2002 〜静岡初上陸〜                                           | 2002年1月27日  |
| ○    | フランシスコ・フィリォ   | 延長R終了 判定3-0                         | K-1 WORLD GP 2001 決勝戦 【WORLD GP 決勝】                               | 2001年12月8日  |
| ○    | ステファン・レコ         | 3R終了 判定3-0                            | K-1 WORLD GP 2001 決勝戦 【WORLD GP 準決勝】                             | 2001年12月8日  |
| ○    | ジェロム・レ・バンナ     | 2R 2:32 KO（パンチ連打）                  | K-1 WORLD GP 2001 決勝戦 【WORLD GP 準々決勝】                           | 2001年12月8日  |
| ○    | アダム・ワット           | 3R 1:38 TKO（ドクターストップ：額カット） | K-1 WORLD GP 2001 in FUKUOKA 【敗者復活戦 Bブロック 決勝】               | 2001年10月8日  |
| ×    | レイ・セフォー           | 3R終了 判定0-3                            | K-1 WORLD GP 2001 in FUKUOKA 【敗者復活戦 Bブロック 1回戦】              | 2001年10月8日  |
| ×    | アーネスト・ホースト     | 3R終了 判定0-3                            | K-1 WORLD GP 2001 in MELBOURNE 【GP予選トーナメント 準決勝】             | 2001年6月16日  |
| ○    | 天田ヒロミ               | 1R 2:52 KO（右フック）                    | K-1 WORLD GP 2001 in MELBOURNE 【GP予選トーナメント 1回戦】              | 2001年6月16日  |
| ○    | ピーター・グラハム       | 3R 2:10 KO（右アッパー）                  | K-1 Oceania Grand Prix 2001 in Melbourne 【地区予選トーナメント 決勝】   | 2001年2月24日  |
| ○    | アンドリュー・ペック     | 1R 0:48 KO（右ストレート）                | K-1 Oceania Grand Prix 2001 in Melbourne 【地区予選トーナメント 準決勝】 | 2001年2月24日  |
| ○    | ネイサン・ブリッグス     | 1R 0:57 KO（パンチ連打）                  | K-1 Oceania Grand Prix 2001 in Melbourne 【地区予選トーナメント 1回戦】  | 2001年2月24日  |
| ×    | ジェロム・レ・バンナ     | 3R終了 判定0-3                            | K-1 WORLD GP 2000 in NAGOYA 【GP予選トーナメント 1回戦】                 | 2000年7月30日  |
| ○    | フィル・ファーガン       | 2R終了 0:30 KO                            | K-1 WORLD GP 2000 オセアニア地区予選 【地区予選トーナメント 決勝】       | 2000年2月27日  |
| ○    | ロニー・セフォー         | 3R終了 判定                               | K-1 WORLD GP 2000 オセアニア地区予選 【地区予選トーナメント 準決勝】     | 2000年2月27日  |
| ○    | クレイ・アウミタギ       | 2R KO                                     | K-1 WORLD GP 2000 オセアニア地区予選 【地区予選トーナメント 1回戦】      | 2000年2月27日  |
| ×    | Neilson Taione           | 5R終了 判定0-3                            | Superfighter 2                                                           | 1999年10月23日 |
| ○    | Chris Chrispoulides      | 5R終了 判定3-0                            |                                                                          | 1999年         |

### プロボクシング
プロボクシング：4戦1勝2敗1分
| 戦           | 日付           | 勝敗 | 時間 | 内容 | 対戦相手                   | 国籍             | 備考 |
| ------------ | -------------- | ---- | ---- | ---- | -------------------------- | ---------------- | ---- |
| 1            | 1998年8月21日  | 敗北 | 3R   | 判定 | ジョン・ワイボーン         | オーストラリア   |      |
| 2            | 2000年4月23日  | 引分 | 4R   | 判定 | ジョー・アスキュー         | オーストラリア   |      |
| 3            | 2020年12月16日 | 敗北 | 3R   | 判定 | ポール・ガレン             | オーストラリア   |      |
| 4            | 2022年11月5日  | 勝利 | 4R   | KO   | ソニー・ビル・ウィリアムズ | ニュージーランド |      |
| テンプレート |                |      |      |      |                            |                  |      |

## 獲得タイトル
- WKBFオーストラリアスーパーヘビー級王座（1999年）
- K-1 WORLD GP 2000 オセアニア地区予選 優勝
- K-1 WORLD GP 2001 世界地区予選 メルボルン大会 優勝
- K-1 WORLD GP 2001 in FUKUOKA 優勝
- K-1 WORLD GP 2001 優勝

## 表彰
- UFC ファイト・オブ・ザ・ナイト（3回）
- UFC パフォーマンス・オブ・ザ・ナイト（2回）
- UFC ノックアウト・オブ・ザ・ナイト（2回）
- World MMA Awards ノックアウト・オブ・ザ・イヤー（2014年/ロイ・ネルソン戦）